# Nils Nordqvist
Nils Gustav Nordqvist, född 10 mars 1904 i Filipstad, död 8 april 1999, svensk disponent och boktryckarhistoriker.
Nordqvist avlade filosofie kandidatexamen i romanska språk och konsthistoria vid Uppsala universitet 1927. Efter studier utomlands, bland annat vid Staatliche Akademie für Graphische Künste und Buchgewerbe, började han arbeta inom grafisk industri. Han var tryckeriföreståndare vid Östgöta Correspondenten tryckeri från 1934 och anställdes därefter 1936 av Esselte AB. Där blev han tryckeriföreståndare vid dotterbolaget Tryckeri AB Thule 1942 där han avancerade till disponent 1946. Han var chef för Thule fram till pensionen 1969.
Under sitt yrkesliv och efter pensionen var Nordqvist en flitig skribent i ämnen som boktryckeri och boktryckarhistoria. Bland de böcker han publicerat finns verket Berömda boktryckare, utgivet i tre volymer 1956, 1961 och 1967 med en fjärde volym kallad Berömda svenska boktryckare utgiven 1972. Han har också skrivit flera artiklar för facktidskrifter som Nordisk boktryckarekonst, Grafiskt forum, Grafisk faktorstidning, Bokvännen och Ronden. Han utsågs till filosofie hedersdoktor vid Göteborgs universitet 1983.
Han är son till bergmästare Hjalmar Nordqvist och balettdansösen Jenny Brandt.